# 紅色 (紋章學)

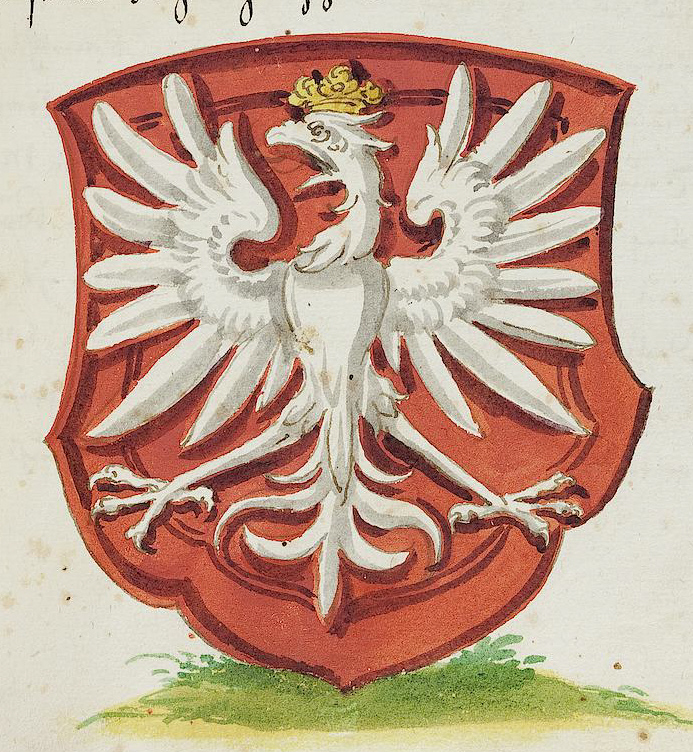
波蘭外國徽章使用了紅色

在紋章學中，紅色（gules）是五種原色之一（另外四種是藍色、黑色、紫色、綠色）。英文中的gules一詞來自古法語，意為「咽喉」。